# ميدي بنجامين
ميدي بنجامين أو ميديا بنيامين (بالإنجليزية: Medea Benjamin)‏ (و. 1952 – م) هي ناشطة حقوق الإنسان، وكاتب سياسي من الولايات المتحدة الأمريكية ولدت في فريبورت، نيويورك.

## حياتها المبكرة
نشأت سوزان بنجامين في فريبورت - نيويورك، وكانت توصف في تلك الفترة بالفتاة اليهودية اللطيفة. غيَّرت سوزان اسمها خلال عامها الأول في جامعة تافتس تيمناً بالأسطورة الإغريقية ميديا، وانضمت إلى مجموعة من الطلاب في تجمع ديمقراطي طلابي. تركت ميدي الدراسة وسافرت إلى أوروبا وأفريقيا لتدريس اللغة الإنجليزية هناك لكسب المال. عادت لاحقاً إلى الولايات المتحدة وحصلت على درجة الماجستير في الصحة العامة من جامعة كولومبيا، والاقتصاد من جامعة نيو سكول في نيويورك. عملت ميدي لمدة عشر سنوات كخبيرة اقتصادية وخبيرة تغذية في أمريكا اللاتينية وأفريقيا لدى منظمة الأمم المتحدة للأغذية والزراعة، ومنظمة الصحة العالمية، والوكالة السويدية للتنمية الدولية، ومعهد سياسات الغذاء والتنمية.
عملت ميدي بين أعوام 1979 – 1983 في كوبا، وتزوجت من مدرب المنتخب الوطني الكوبي لكرة السلة. عملت هناك لصحيفة شيوعية ووصفت كوبا في البداية بأنها الجنة، ولكنها طُردت من البلاد بعد كتابتها مقالة عن الرقابة في كوبا. عادت ميدي إلى الولايات المتحدة والتقت هناك بزوجها المستقبلي كيفين داناهر.

## المهنة

### المنظمات
اشتركت بنجامين مع زوجها كيفين داناهر وكيرستن مولر في عام 1988 لتأسيس منظمة غلوبال إكستشانج ومقرها في سان فرانسيسكو، والتي تدعو إلى بدائل تجارية عادلة في مواجهة عولمة الشركات. وشاركت كذلك في عام 2002 في تأسيس مجموعة «بينك: نساء من أجل السلام» المناهضة للحرب، والتي دعت إلى إنهاء الحرب في العراق، والسعي لمنع الحروب في المستقبل، وتحقيق العدالة الاجتماعية. وشاركت أيضاً في منظمة مناهضة الحرب من أجل السلام والعدالة.
أنشأت بنجامين لاحقاً مركز مراقبة الاحتلال في بغداد، لمراقبة الجيش الأمريكي وتأثير الحرب على السكان المدنيين. أحضرت عبر مركزها هذا أفراداً من أسر العسكريين الأمريكيين لمعرفة الظروف التي يخدم فيها المجندون، وألقت خطباً مناهضة للحرب في الكونغرس وفي الأمم المتحدة في عام 2003.

### السياسة
ترشحت بنجامين في عام 2000 لانتخابات مجلس الشيوخ في الولايات المتحدة ممثلة لحزب الخضر في كاليفورنيا. ركزت حملتها الانتخابية على قضايا الأجور والتعليم والرعاية الصحية الشاملة. حصلت على 99,716 صوتاً في الانتخابات التمهيدية (74%)، و 32,628 صوتاً في الانتخابات العامة (3.08%). ظلت بنجامين ناشطة في حزب الخضر منذ ذلك الوقت، ودعمت أيضاً جهود الديمقراطيين التقدميين في أمريكا، واختيرت كعضو في مجلس المستشارين الليبرالي، وكوزيرة للخارجية في حكومة ظل حزب الخضر للولايات المتحدة اعتباراً من أبريل 2015.

### العراق
أنشأت بنجامين مركز مراقبة الاحتلال في بغداد بعد الغزو الأمريكي للعراق، لمراقبة الجيش الأمريكي وتأثير الحرب على السكان المدنيين. أحضرت من خلال هذا المركز العديد من النساء العراقيات إلى الولايات المتحدة للحديث عن الاحتلال، ونظمت زيارات لأسر العسكريين الأمريكيين لمعرفة أوضاع آبائهم الذين يخدمون في العراق، ووثقت انتهاكات الولايات المتحدة بما في ذلك سجن أبو غريب قبل فترة طويلة من الفضيحة التي انتشرت في وسائل الإعلام الأمريكية. كما قدمت من خلال مركزها مساعدات طبية إلى المدنيين العراقيين الذين تضرروا نتيجة أعمال الجيش الأمريكي.
أدلت بنجامين بشهادتها أمام الكونغرس الأمريكي والأمم المتحدة ضد حرب العراق.
نظمت بنجامين أيضاً في عام 2007 زيارة وفد من أفراد أسر السجناء في معتقل قاعدة غوانتانامو البحرية في كوبا مطالبة بإغلاقه. وواصلت الاحتجاج في عام 2007 بشكل أسبوعي أمام وزارة العدل ضد أساليب التعذيب في السجن والاحتجاز إلى أجل غير مسمى، ودعت إلى استقالة النائب العام ألبرتو غونزاليس. قُبض عليها عدة مرات بسبب احتجاجاتها خلال جلسات استماع الكونغرس.

### فلسطين
في عام 2006، نظمت ميدِيا مساعدات إنسانية للاجئين في لبنان وأعربت عن معارضتها للقصف الإسرائيلي. خلال الحرب على غزة في 2008، نظمت ميدِيا احتجاجات يومية وَزارت غزة لرؤية آثار القصف، جالبةً مساعدات إنسانية وساهمت في تنظيم وفود إلى غزة. انتقدت الحكومة الأمريكية لإرسالها 3 مليارات دولار كمساعدات لإسرائيل وَضغطت على الكونغرس الأمريكي. في 2011، أبحرت مع قافلة إلى غزة لتسليم إمدادات طبية. كما ساعدت في تنظيم اجتماع سنوي في واشنطن العاصمة لمعارضة "لجنة الشؤون العامة الأمريكية الإسرائيلية" (AIPAC). في يناير 2018، تم منع نشطاء من 20 مجموعة أمريكية، بما في ذلك "كود بينك [الإنجليزية]"، من دخول إسرائيل لدعمهم "حركة المقاطعة وسحب الاستثمارات وفرض العقوبات" (BDS). ذكرت صحيفة "ألجماينر" في 2014 أن مؤسسة ميديا بنجامين الخيرية، بقيمة 12 مليون دولار، كانت تملك استثمارات في شركة كاتربيلر وَشيفرون وَفيليب موريس.
في نوفمبر 2023، أجرت ميديا بنجامين مقابلة مفاجئة مع السيناتور الأمريكي ماركو روبيو وسألته إذا كان سيدعو لوقف إطلاق النار في غزة. رد روبيو قائلاً: "لا، لن أفعل. على العكس، أريد أن تدمر إسرائيل كل عنصر من عناصر حماس يمكنها الوصول إليه."

## روابط خارجية
- ميدي بنجامين على موقع IMDb (الإنجليزية)
- ميدي بنجامين على موقع الموسوعة البريطانية (الإنجليزية)
- ميدي بنجامين على موقع إن إن دي بي (الإنجليزية)